# La Unión (Antioquia)
La Unión è un comune della Colombia facente parte del dipartimento di Antioquia.
Il centro abitato venne fondato da José María Londoño e Vicente Toro nel 1778, mentre l'istituzione del comune è del 1911.